# جاش هوستیس
جاش هوستیس (انگلیسی: Josh Huestis؛ زادهٔ ۱۹ دسامبر ۱۹۹۱) بازیکن بسکتبال اهل ایالات متحده آمریکا است.

## حرفه
از باشگاه‌هایی که در آن بازی کرده‌است می‌توان به اکلاهما سیتی تاندر اشاره کرد.